# Alpinia menghaiensis
Alpinia menghaiensis là một loài thực vật có hoa trong họ Gừng. Loài này được S.Q.Tong & Y.M.Xia mô tả khoa học đầu tiên năm 1998.